# Bipinnula gibertii
Bipinnula gibertii es una especie de orquídea originaria de Sudamérica.

## Descripción
Es una orquídea con hábitos terrestres que se encuentra en Uruguay. Tiene crecimiento estacional, que se someten al período de latencia cuando sólo permanecen sus raíces fasciculadas y más o menos tuberosa resistentes a sequías prolongadas e incluso incendios. Presenta pseudocaule herbáceo, con pocas flores o simplemente una flor apical  cuyos sépalos y pétalos son muy diferentes, los sépalos laterales son estrechos y amplían el borde que termina en una especie de franja que se parece a una pluma.

## Taxonomía
Bipinnula gibertii fue descrito por Heinrich Gustav Reichenbach y publicado en Linnaea 41: 51. 1877.
Etimología
Ver: Bipinnula
gibertii: epíteto otorgado en honor del botánico José Ernesto Gibert (1818-1886).